# Championnat du Liban de football 1993-1994
Navigation
Saison 1991-1992 Saison 1994-1995
La saison 1993-1994 du Championnat du Liban de football est la trente-quatrième édition du championnat de première division au Liban. Les quatorze meilleurs clubs du pays sont regroupés au sein d'une poule unique où ils s'affrontent deux fois au cours de la saison, à domicile et à l'extérieur. En fin de saison, les deux derniers du classement sont relégués et remplacés par les deux meilleurs clubs de deuxième division.
C'est le club d'Al Ansar, tenant du titre depuis 1988, qui remporte à nouveau le championnat cette saison, après avoir terminé en tête du classement final avec sept points sur Safa Beyrouth et huit sur un duo composé d'Akhaa Ahli Aley et du Racing Club de Beyrouth. C'est le sixième titre de champion du Liban de l'histoire du club.

## Les clubs participants
| - Al Ansar - Safa Beyrouth - Al Riyada Wal Adab - Nejmeh SC - Al Borj - Club Sagesse - Homenmen Beyrouth | - Salam Zgharta - Shabab Al Sahel - Al Tadamon Tyr - Racing Club de Beyrouth - Homenetmen Beyrouth - Al Ahly Sarba - Akhaa Ahli Aley |

## Compétition

### Classement
Le barème utilisé pour établir le classement est le suivant :
- Victoire : 2 points
- Match nul : 1 point
- Défaite : 0 point

| Rang | Équipe                  | Pts | J  | G  | N  | P  | Bp | Bc | Diff |
| ---- | ----------------------- | --- | -- | -- | -- | -- | -- | -- | ---- |
| 1    | Al Ansar T              | 58  | 26 | 13 | 11 | 2  | 32 | 13 | +19  |
| 2    | Safa Beyrouth           | 56  | 26 | 10 | 10 | 6  | 34 | 25 | +9   |
| 3    | Akhaa Ahli Aley         | 54  | 26 | 9  | 11 | 6  | 31 | 24 | +7   |
| 4    | Racing Club de Beyrouth | 52  | 26 | 9  | 11 | 6  | 25 | 23 | +2   |
| 5    | Nejmeh SC               | 50  | 26 | 9  | 9  | 8  | 35 | 28 | +7   |
| 6    | Homenetmen Beyrouth     | 48  | 26 | 10 | 7  | 9  | 35 | 36 | -1   |
| 7    | Homenmen Beyrouth       | 41  | 26 | 6  | 14 | 6  | 21 | 18 | +3   |
| 8    | Club Sagesse            | 41  | 26 | 6  | 12 | 8  | 16 | 19 | -3   |
| 9    | Al Ahly Sarba           | 40  | 26 | 5  | 14 | 7  | 22 | 26 | -4   |
| 10   | Salam Zgharta           | 36  | 26 | 7  | 10 | 9  | 24 | 29 | -5   |
| 11   | Al Tadamon Tyr          | 34  | 26 | 8  | 8  | 10 | 28 | 33 | -5   |
| 12   | Al BorjC                | 33  | 26 | 8  | 7  | 11 | 21 | 26 | -5   |
| 13   | Shabab Al Sahel         | 32  | 26 | 6  | 11 | 9  | 22 | 30 | -8   |
| 14   | Al Riyada Wal Adab      | 29  | 26 | 1  | 15 | 10 | 11 | 24 | -13  |

|  | Qualification pour la Coupe d'Asie des clubs champions 1994-1995 |
|  | Qualification pour la Coupe des Coupes 1994-1995                 |
|  | Relégation en deuxième division                                  |
|  | T : Tenant du titre C : Vainqueur de la Coupe du Liban           |

## Bilan de la saison
| Championnat du Liban de football 1993-1994                        |                     |
| Champion                                                          | Al Ansar (6e titre) |
| Coupes et trophées                                                |                     |
| Vainqueur de la Coupe du Liban 1993-1994                          | Al Borj             |
| Qualifications continentales                                      |                     |
| Coupe d'Asie des clubs champions 1994-1995                        | Al Ansar            |
| Coupe des Coupes 1994-1995                                        | Al Borj             |
| Promotions et relégations                                         |                     |
| Promus en Premier League                                          | Al Ahly Sidon       |
| Promus en Premier League                                          | Harakat Al Shabab   |
| Relégués en Championnat du Liban de football de deuxième division | Shabab Al Sahel     |
| Relégués en Championnat du Liban de football de deuxième division | Riyada Wal Adab     |